# Osric Chau
Osric Chau (né le 20 juillet 1986 à Vancouver) est un acteur canadien d'origine chinoise. Avant d'être acteur, il était artiste martial.
Il s'est fait connaître en apparaissant dans la série télévisée Cold Squad, brigade spéciale, ainsi qu'avec un des rôles principaux dans une reconstitution historique en mini-série, intitulée Kung Fu Killer, avec David Carradine et Daryl Hannah, sur GTN, en 2008. Son premier rôle dans un film est celui de Nima dans 2012. Il a également joué en Chine dans le film What Women Want en 2010, remake du long-métrage éponyme de 2000, pour le public asiatique, 我知女人心. En 2011, Osric apparaît dans le film américano-chinois L'Homme aux poings de fer.
En 2012, il se révèle au grand public américain dans la série télévisée Supernatural, avec Jensen Ackles et Jared Padalecki, jouant dans les saisons 7, 8, 9, 13 et 15.

## Biographie
Chau est né à Vancouver, en Colombie-Britannique, d'un père de Hong Kong et d'une mère de Malaisie. En 2000, Chau prend son premier cours d'arts martiaux. C'était une classe de Wing Chun où il a appris les théories et les applications de la légitime défense, et se mit donc à poursuivre ses études pendant 8 ans. Il gagne une médaille d'or en 2001 lors d'une compétition.
À l'été 2001, Chau se concentre sur une nouvelle discipline, le Wushu, en ayant comme professeur Zhang Zhi Bing, à Harbin, en Chine. Là, il apprend le Tai-chi-chuan, ainsi que les façons traditionnelles du Wushu. Quatre ans après, Zhang Zhi Bing retourne en Chine. Chau repart alors dans son pays natal, le Canada, et s'inscrit à l'université West Coast Chinese Martial Arts à Vancouver, et rencontre Bruce Fontaine, le directeur de l'école. C'est là qu'il a étudié le wushu moderne. Osric Chau avait une aptitude naturelle pour les acrobaties, il a été nommé « l'homme le plus doué du club » au printemps 2006 et est rapidement devenu un élève très instruit et classé comme « le premier étudiant de toute l'école ».
En 2007, pour se préparer aux compétitions de l'équipe nationale canadienne, Chau est allé avec plusieurs élèves à la Beijing Sport University pendant 7 mois, afin d'obtenir une formation complète, avec l'équipe de Wushu BSU.
Chau voulait être un cascadeur plutôt qu'un acteur et il a travaillé sur des cascades pour EA Games avant de jouer dans son premier rôle majeur aux côtés de David Carradine et Daryl Hannah dans le téléfilm Kung Fu Killer. Il a ensuite fait ses débuts dans un long métrage dans un rôle de soutien dans le film 2012 en 2009 et il est devenu plus connu avec son rôle de Kevin Tran dans la série fantasy Supernatural.
Il joue également dans plusieurs parodies de séries et films réalisées par The Hillywood Show sur YouTube, dont les Parodies de Supernatural où il joue le rôle de Sam Winchester. Ces parodies étant tournées avec la participation des 2 acteurs jouant les frères Winchester de la série originale et de quelques autres.

## Filmographie
- 2002 : Cold Squad, brigade spéciale : Vic Dnang
- 2007 : Dragon Boys (en) : Teen
- 2008 : Kung Fu Killer (en) : Lan Hang
- 2009 : The Troop : Hector
- 2009 : 2012 : Nima
- 2011 : What Women Want : Chen Er Dong
- 2012 : Fun Size : Peng
- 2012 : Man With The Iron Fist : l'assistant du forgeron
- 2012 : Halo 4 : Aube de l'espérance : J. J. Chen
- 2012-2014 : Supernatural : Kevin Tran
- 2014 : The 100 : l'homme aux yeux qui saignent
- 2014 : The Walking Dead Parody by The Hillywood Show : Glenn
- 2015 : Supernatural Parody by The Hillywood Show : Sam Winchester
- 2016 : Sherlock Parody by The Hillywood Show : Moriarty
- 2016-2017 : Dirk Gently, détective holistique : Vogle
- 2017 : Esprits criminels : Unité sans frontières (saison 2, épisode 7) : Gui
- 2019 : Flash : Ryan Choi (épisode Crisis on Infinite Earths (Arrowverse), Part. 3)
- 2019 : Arrow : Ryan Choi (épisode Crisis on Infinite Earths (Arrowverse), Part. 4)
- 2019 : Legends of Tomorrow : Ryan Choi (épisode Crisis on Infinite Earths (Arrowverse), Part. 5)
- 2019 : Supernatural Parody 2 by The Hillywood Show : Sam Winchester
- 2020 : Coup de foudre à la Saint-Valentin (Matching Hearts) : Timothy